# Cinzia Noziglia
Cinzia Noziglia (10 de noviembre de 1984) es una deportista italiana que compite en tiro con arco, en la modalidad de arco desnudo. Ganó cinco medallas en el Campeonato Europeo de Tiro con Arco en Sala entre los años 2022 y 2025.

## Palmarés internacional
| Campeonato Europeo en Sala | Campeonato Europeo en Sala | Campeonato Europeo en Sala | Campeonato Europeo en Sala |
| Año                        | Lugar                      | Medalla                    | Prueba                     |
| -------------------------- | -------------------------- | -------------------------- | -------------------------- |
| 2022                       | Laško (Eslovenia)          | Medalla de oro             | Individual                 |
| 2022                       | Laško (Eslovenia)          | Medalla de oro             | Equipo                     |
| 2024                       | Varaždin (Croacia)         | Medalla de plata           | Individual                 |
| 2025                       | Samsun (Turquía)           | Medalla de oro             | Equipo                     |
| 2025                       | Samsun (Turquía)           | Medalla de bronce          | Individual                 |